# Jerzy Antoni Połubiński
Jerzy Antoni Połubiński herbu własnego (ur. 1735, zm. 7 sierpnia 1801 roku) – biskup rzymskokatolicki. 

## Życiorys
Święcenia kapłańskie przyjął w 1760. Od 1796 tytularny biskup Loryma i trocki biskup pomocniczy diecezji wileńskiej, duchowny sekretarz wielki litewski w latach 1782-1793, kanonik wileński w 1761 roku, archidiakon wileński.
W 1764 roku podpisał konfederację Wielkiego Księstwa Litewskiego.
W czasie powstania kościuszkowskiego przewodniczył Administracji Generalnej Rządu Duchownego Diecezji Wileńskiej.